# Коул Гаузер
Коул Кеннет Гаузер (нар. 22 березня 1975) — американський актор. Найбільш відомий за своїми ролями у фільмах «Вища освіта», «Шкільні зв'язки», «Під кайфом та збентежені», «Розумник Вілл Гантінґ», "Цілковита пітьма", «Країна тигрів», «Війна Гарта»,«Сльози сонця», «Сім'я мисливців», «Подвійний форсаж», «Печера», «Розлучення по-американськи», «Міцний горішок. Гарний день, аби померти», «Падіння Олімпу», «Єллоустоун» і «Перевага» . Він був номінований на премію Independent Spirit Award за найкращу чоловічу роль другого плану за свою гру в «Країна тигрів».
Він зіграв офіцера Ренді Віллітца в поліцейському кримінальному серіалі High Incident(поліцейський драматичний телесеріал, створений DreamWorks Television для мережі ABC) та Ітана Келлі в поліцейській драмі Rogue (поліцейський драматичний телевізійний серіал у головній ролі з Тендіве Ньютон). Зараз він грає Ріпа Вілера в вестерні Paramount Network Єллоустоун .

## Дитячі роки
Коул Кеннет Гаузер народився 22 березня 1975 року в Санта-Барбарі, штат Каліфорнія, в сім'ї актора Вінгса Гаузера та Касс Уорнер, яка заснувала кінокомпанію Warner Sisters. Його дідусь по батьковій лінії- сценарист Дуайт Хаузер був лауреатом премії Оскар. Одним з прадідів Коула по материнській лінії був кіномагнат Гаррі Уорнер, партнер-засновник Warner Bros., а його дідусь по материнській голлівудський сценарист і незалежний кінопродюсер Мілтон Сперлінг. Бабуся Гаузера по материнській лінії, Бетті Мей Уорнер, художниця, скульптор, політична активістка та власниця галереї, була одружена зі Стенлі Шейнбаумом, політичним активістом, економістом, філантропом, комісаром поліції Лос-Анджелеса. Гаузер має ірландське й німецьке походження по батьковій та єврейське по материнській лінії.
Батьки Хаузера розлучилися в 1977 році, коли йому було два роки. За його словами, приблизно у п'ятнадцять років він вперше зустрів свого батька після років розлуки, спричинених переїздом. Батько прийняв його на рік і навчив як прослуховуватися. До того ж, його мати, Хаузер та його зведені брат та сестра переїхали із Санта-Барбари в Орегон до Флориди, а потім назад у Санта-Барбару протягом 12 років. У той час він активно займався спортом, але іншу половину часу проводив у школі. Він був прийнятий до короткого списку талантів у літньому таборі талантів у Новій Англії, а потім отримав головну роль у виставі «Темна частина місяця», яка принесла йому овації за свою гру. У 16 років він вирішив залишити школу, щоб спробувати себе в акторській діяльності.

## Кар'єра

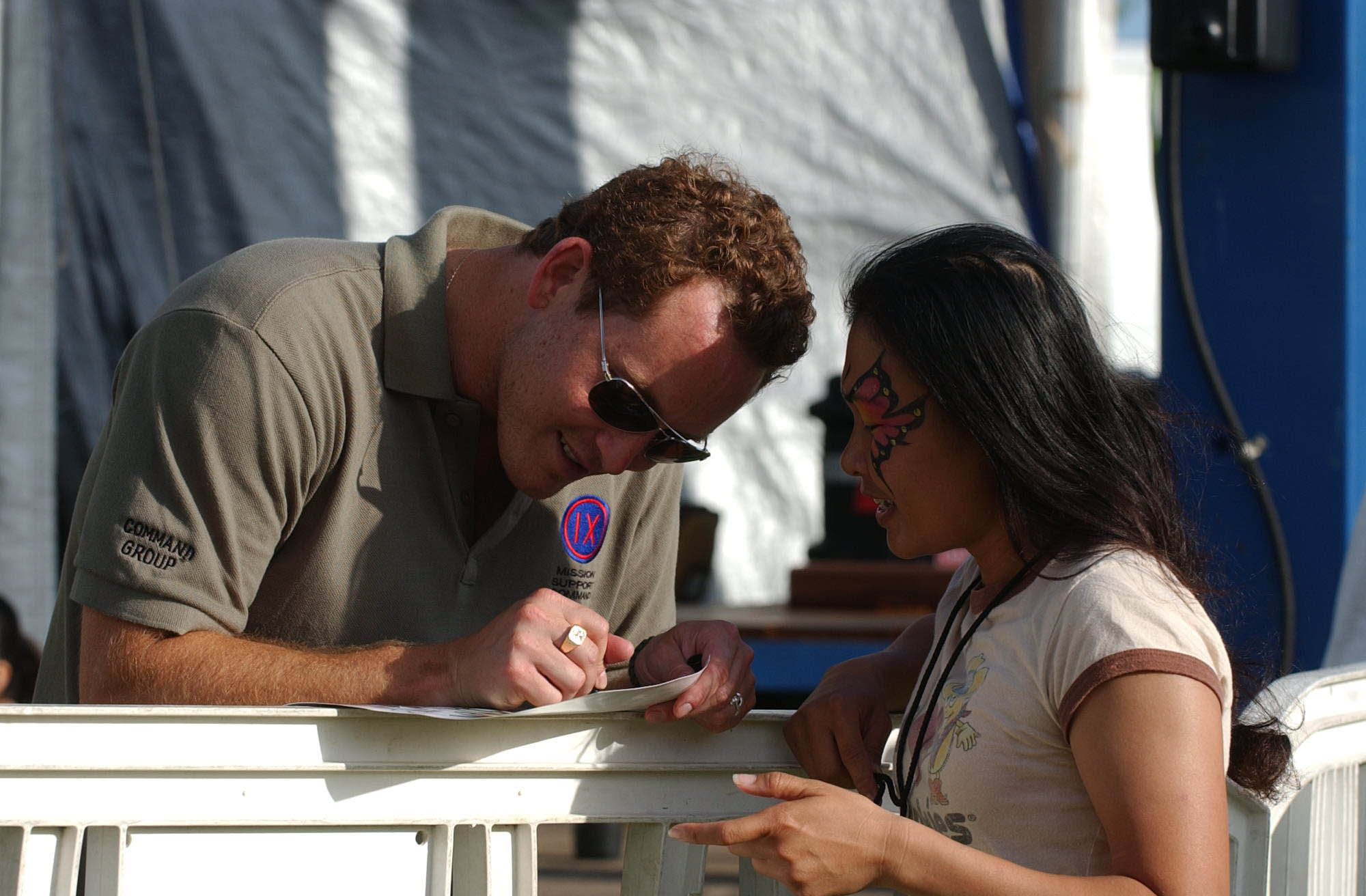
Гаузер у 2008 році

Гаузер дебютував у кіно знявшись у фільмі « Шкільні зв'язки» (1992), у якому зіграла велика кількість молодих і перспективних акторів, таких як Брендан Фрейзер, Метт Деймон, Кріс О'Доннел та Бен Аффлек . Пізніше Коул отримав роль у фільмі Річарда Лінклейтера «Під кайфом та збентежені», також з Беном у головній ролі. У 1995 році Гаузер постав перед глядачами в ролі лідера студентських нс-скінхедів у фільмі Джона Сінглтона «Вища освіта». Пізніше він знову знявся з Беном Аффлеком і Меттом Деймоном у фільмі «Розумник Вілл Гантінґ» (1997). У 2000 році Гаузер зіграв Вільяма Дж. Джонса в «Цілковита пітьма» і озвучив персонажа у приквелі відеоігри .
У 2002 році він зіграв американського військовополоненого-расиста у фільмі «Війна Гарта» з Брюсом Віллісом та Коліном Фарреллом . Потім у 2003 році Гаузер зіграв військового з підрозділу спеціального призначення Військово-морських сил США «Морські котики» у фільмі «Сльози сонця» разом із Брюсом Віллісом . Він також з'явився як бос мафії в «Подвійний форсаж» . З тих пір Гаузер зіграв кілька головних ролей у голлівудських фільмах, включаючи « Папараці» Мела Гібсона та «Печера» .
У 2007 році він знявся разом з Ентоні Андерсоном у серіалі FOX K-Ville . Зйомки шоу були скасованими після десяти серій. Того ж року Хаузер знявся у фільмі «Кам'яний ангел» за мотивами романуМаргарет Лоуренс. Фільм презентувався на кінофестивалях та вийшов в обмежений прокат у канадських кінотеатрах у травні 2008 року. Протягом того ж року Коул знявся в інших інді-роботах, таких як « Як пил кульбаб» за мотивами роману Карен Кінгсбері, «Сім'я мисливців» Тайлера Перрі та телевізійному пілоті CBS «Вежа» .

## Особисте життя
Дружина Гаузера — в минулому акторка і фотографиня Синтія Деніел, яка зіграла Елізабет Вейкфілд в телевізійній адаптації популярного серіалу Франсін Паскаль «Sweet Valley High». Гаузер і Деніел є батьками трьох дітей: сина Райланда (2004); сина Кольта (2008); і дочки Стілі Роуз (2012).

## Фільмографія

### Фільм
| Рік  | Назва                                    | Роль                                | Примітки         |
| ---- | ---------------------------------------- | ----------------------------------- | ---------------- |
| 1992 | Frame-Up II: The Cover-Up                | Доктор Глідден                      |                  |
| 1992 | Шкільні зв'язки                          | Джек Коннорс                        |                  |
| 1993 | Під кайфом та збентежені                 | Бенні О'Доннелл                     |                  |
| 1994 | Скінс                                    | Бенц                                |                  |
| 1995 | Вища освіта                              | Скотт Мосс                          |                  |
| 1997 | Усе про мене                             | Марк                                |                  |
| 1997 | Розумник Вілл Гантінґ                    | Біллі Макбрайд                      |                  |
| 1998 | Скотч і молоко                           | Джонні                              |                  |
| 1998 | Країна Hi-Lo                             | Маленький хлопчик Метсон            |                  |
| 2000 | Цілковита пітьма                         | Вільям Дж. Джонс                    |                  |
| 2000 | Постріл у славу                          | Келсі О'Брайан                      |                  |
| 2000 | Країна тигрів                            | Штабний сержант Кота                |                  |
| 2002 | Війна Гарта                              | Штабний сержант Вік В. Бедфорд      |                  |
| 2002 | Білий олеандр                            | Рей Прюїтт                          |                  |
| 2003 | Сльози сонця                             | Джеймс «Ред» Аткінс                 |                  |
| 2003 | Подвійний форсаж                         | Картер Верон                        |                  |
| 2004 | Папараці                                 | Бо Ларамі                           |                  |
| 2005 | Печера                                   | Джек Макаллістер                    |                  |
| 2005 | Замучений                                | лейтенант                           |                  |
| 2006 | Розрив                                   | Вовчак Гробовський                  |                  |
| 2007 | Кам'яний ангел                           | Молодий Брем Шиплі                  |                  |
| 2008 | Замучений                                | Кевін Коул                          |                  |
| 2008 | Сім'я мисливців                          | Вільям Картрайт                     |                  |
| 2009 | Як пил кульбаб                           | Джек Кемпбелл                       |                  |
| 2010 | Тіні білих ночей                         | Борис                               |                  |
| 2011 | Список хітів                             | Аллан Кемпбелл                      |                  |
| 2013 | Міцний горішок. Гарний день, аби померти | Майк Коллінз                        |                  |
| 2013 | Олімп впав                               | Спеціальний агент Рома              |                  |
| 2013 | Вбивця біжить                            | Роман                               | АКА Білий лебідь |
| 2014 | Трансцендентність                        | полковник Стівенс                   |                  |
| 2014 | Jarhead 2: Поле вогню                    | Старший начальник спецоперацій Фокс |                  |
| 2018 | Акти насильства                          | Деклан МакГрегор                    |                  |
| 2019 | Біг з дияволом                           | Кат                                 |                  |
| 2020 | Останній чемпіон                         | Джон Райт                           |                  |
| 2022 | Панама                                   | Беккер                              |                  |
| 2023 | М'юті                                    | детектив Лукас Бойд                 |                  |

| Рік       | Назва                  | Роль                             | Примітки                                                                         |
| --------- | ---------------------- | -------------------------------- | -------------------------------------------------------------------------------- |
| 1993      | Питання справедливості | Рядовий Ральф Г. «Роккі» Джексон | Телефільм NBC                                                                    |
| 1996      | Високий інцидент       | Офіцер Ренді Вілліц              | 32 серії                                                                         |
| 2004      | ER                     | Стів Кертіс                      | Епізод: Де дим, там і вогонь Епізод: Просто дотик Епізод: Опівночі Епізод: Драйв |
| 2006      | Пошкодження            | Джек Шейл                        | Непроданий FOX TV-Pilot                                                          |
| 2007–2008 | К-Ville                | Тревор Кобб                      | 11 епізодів                                                                      |
| 2008      | Вежа                   | Шон Каслман                      | CBS TV-Pilot                                                                     |
| 2009      | Вашингтонське поле     | SSA Раймонд Стоун                | CBS TV-Pilot                                                                     |
| 2010      | Чейз                   | Джиммі Годфрі                    | NBC — 22 серії                                                                   |
| 2014–2017 | Негідник               | Ітан Келлі                       | Аудиторія мережі — 20 серій                                                      |
| 2015      | Хроніки Ліззі Борден   | Чарльз Сірінго                   | Довічне телебачення                                                              |
| 2018—2023 | Єллоустоун             | Ріп Уілер                        | Paramount — 47 серій                                                             |

### Відеогра
| Рік  | Назва                               | Роль             | Примітки |
| ---- | ----------------------------------- | ---------------- | -------- |
| 2004 | Хроніки Ріддіка: Втеча з Бутчер-Бей | Вільям Дж. Джонс | дубляж   |